# 慈眼寺 (加須市)
慈眼寺（じげんじ）は、埼玉県加須市にある真言宗豊山派の寺院。

## 歴史
創建年代は不明である。ただ1382年（永徳2年）に小室六左衛門が再興していることから、その頃までには既に存在していたものと推測される。六左衛門の末裔は後に名主となっている。
1783年（天明3年）の火災で焼失したが、1811年（文化8年）に再建されている。

## 文化財
- 慈眼寺外陣格間板絵（加須市指定有形文化財 昭和56年3月9日指定）[2]
- 石造六地蔵（加須市指定有形民俗文化財 昭和53年10月13日指定）[2]

## 交通アクセス
- 柳生駅より徒歩33分。